# Artushof Danzig

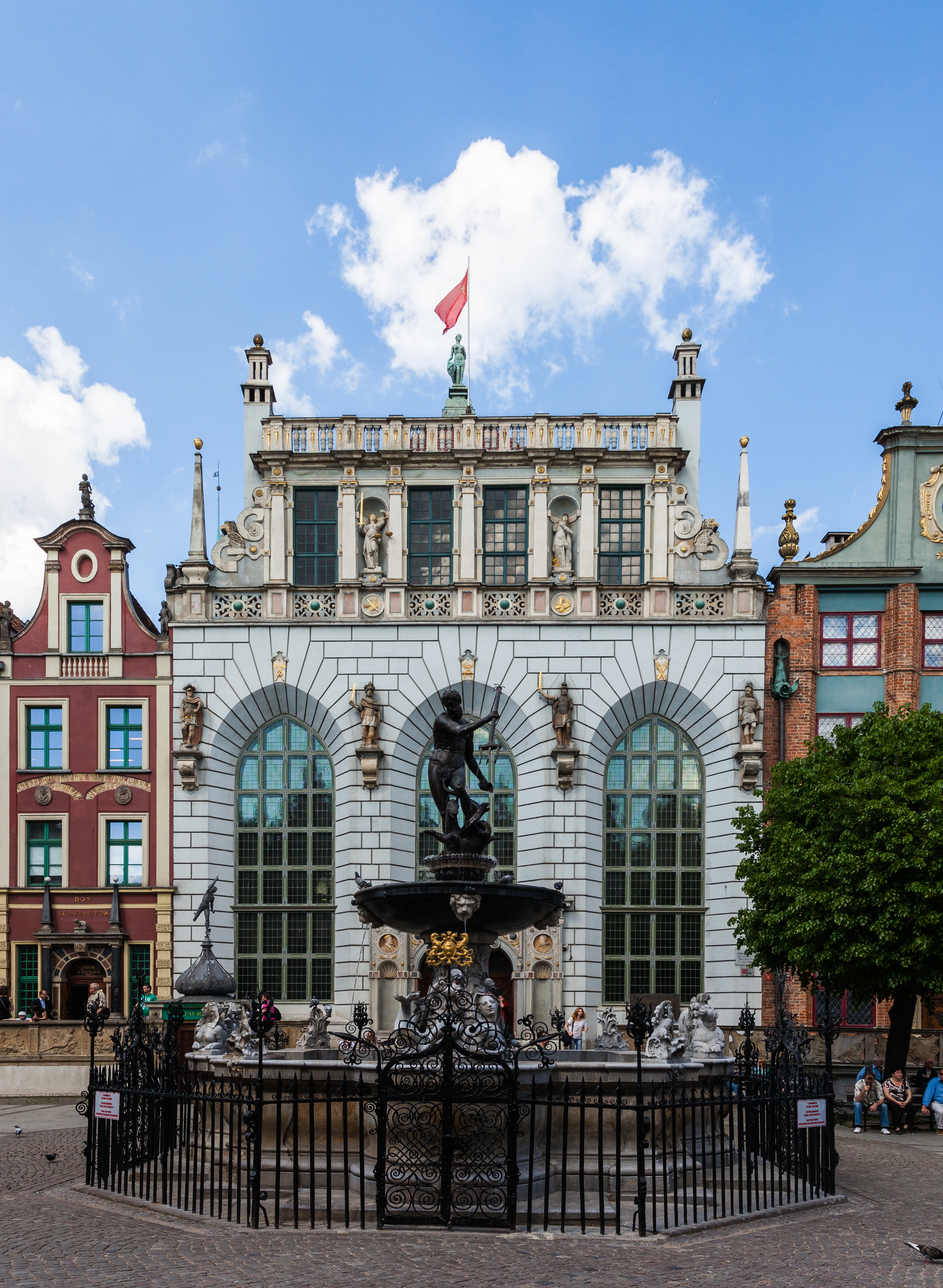
Artushof mit Neptunbrunnen

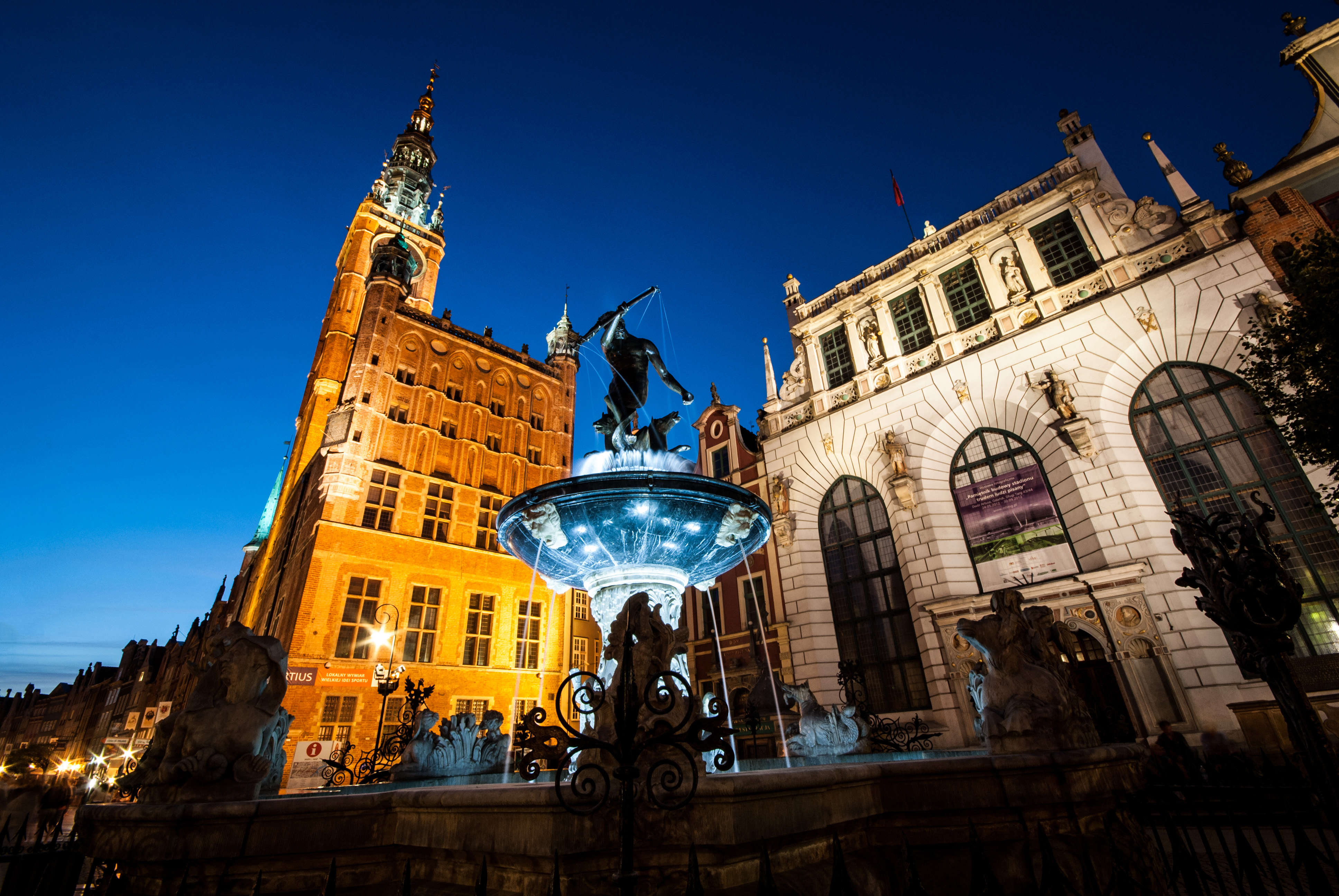
Artushof mit dem Rechtstädtischen Rathaus bei Nacht

Der Danziger Artushof (polnisch: Dwór Artusa) ist ein nach schweren Kriegsschäden wieder aufgebautes Wahrzeichen Danzigs am Langen Markt.

## Geschichte
Der Artushof entstand 1342 während der Umgestaltung der Stadt nach der Verleihung des Kulmer anstatt des Lübischen Rechts. Dem neuen Artushof wurde eine Parzelle am Langen Markt zugewiesen. 1350 wurde die „curia regis Artusi“ schriftlich erwähnt. Das Gebäude war ein Treffpunkt reicher Kaufleute und Adliger, die Mitglieder sieben örtlicher Brüderschaften waren. Bis heute erinnert eine Biertheke an den Bierausschank zu dieser Zeit.
Ein erster steinerner Bau wurde um 1380 errichtet. Er brannte 1476 ab. Ein neuer und größerer Artushof im Stil der Spätgotik wurde 1478 begonnen und 1481 eröffnet. Von diesem Bau blieb die nördliche Fassade erhalten.
Die prächtige Fassade des Artushofs am Langen Markt erfuhr 1552 einen Umbau im Renaissancestil und erneut 1616/1617 durch den Architekten Abraham van den Blocke eine manieristische Umgestaltung. An der neuen Front blieben die drei gotischen Fenster erhalten. Das Bauwerk erhielt eine Attika und ein neues Portal. Es wurden an den Fenstern Skulpturen von Scipio Africanus, Themistokles, Marcus Furius Camillus, sowie Judas Makkabäus angebracht, die die Tugenden der Bürgerschaft symbolisieren. Allegorische Statuen der Gerechtigkeit, Tapferkeit und des Glücks zieren die Nischen der Attika und den Giebel. Der Artushof in Danzig war ab 1742 Sitz der Danziger Börse.
Der 350 m² große Saal des Artushofes mit seinem gotischen Sterngewölbe wird von vier Granitpfeilern gestützt. Berühmt ist das üppige Interieur des Artushofes, wie einige Gemälde aus der Renaissance, eine spätgotische Holzplastik des heiligen Georg und insbesondere ein zwölf Meter hoher Renaissance-Kachelofen von 1545 bis 1546 mit 268 farbig verzierten Kacheln. Der Ofen wurde vor der Eroberung Danzigs durch die Rote Armee im März 1945 ausgelagert und entging so der Zerstörung.
Sehenswert ist auch das Jüngste Gericht, 1603, von Anton Möller (1563–1611, in die Kunstgeschichte eingegangen als „der Maler von Danzig“). Dieses großformatige Ölgemälde wurde 1945 durch eine Feuersbrunst zerstört. Seit 2000 wird am gleichen Platz eine Rekonstruktion ausgestellt, die der polnische Künstler Krzysztof Izdebski anhand von Archiv-Lichtbildern herstellte.
E. T. A. Hoffmann setzte dem Artushof in seiner Erzählung Der Artushof ein literarisches Denkmal.

## Galerie

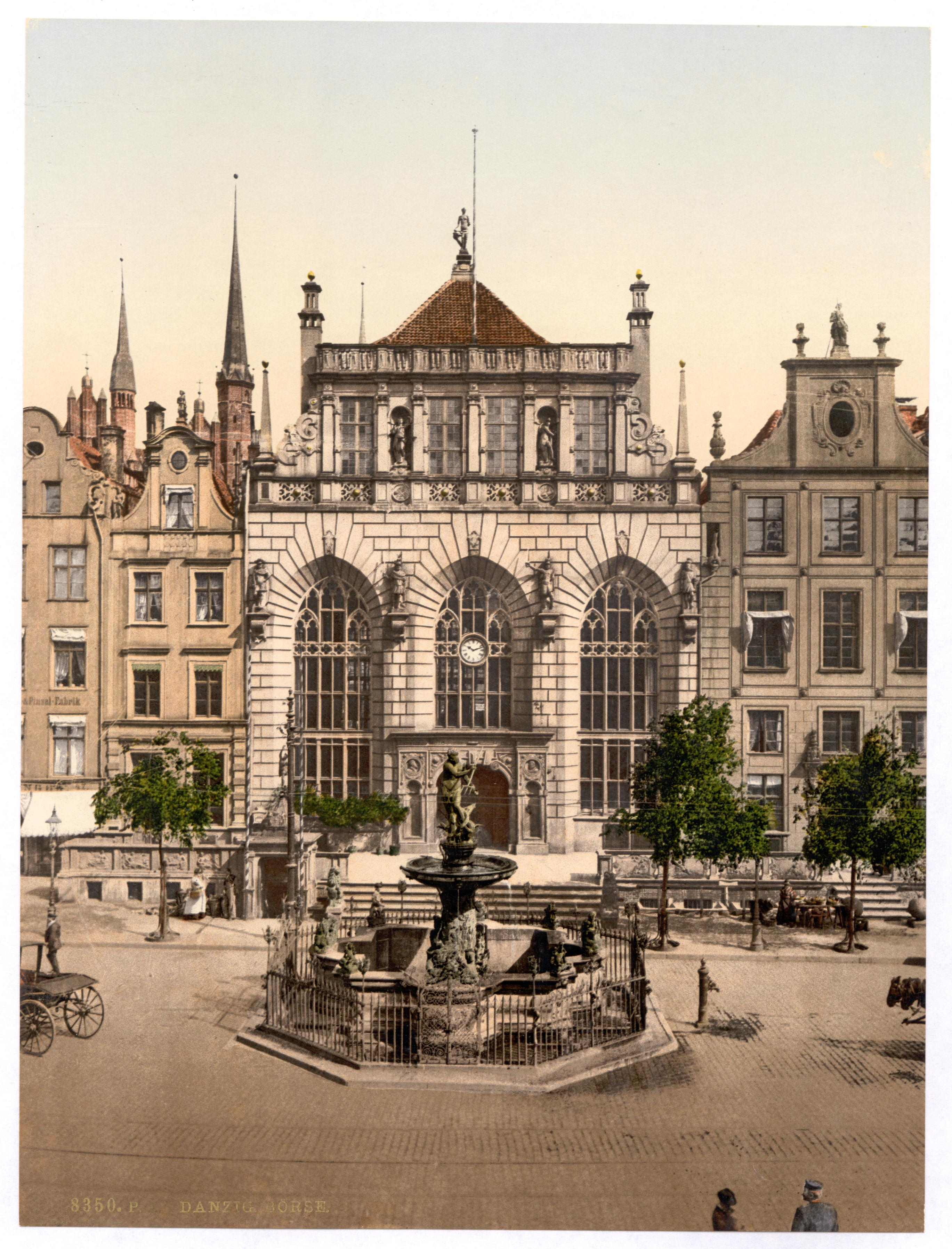
Artushof um 1900
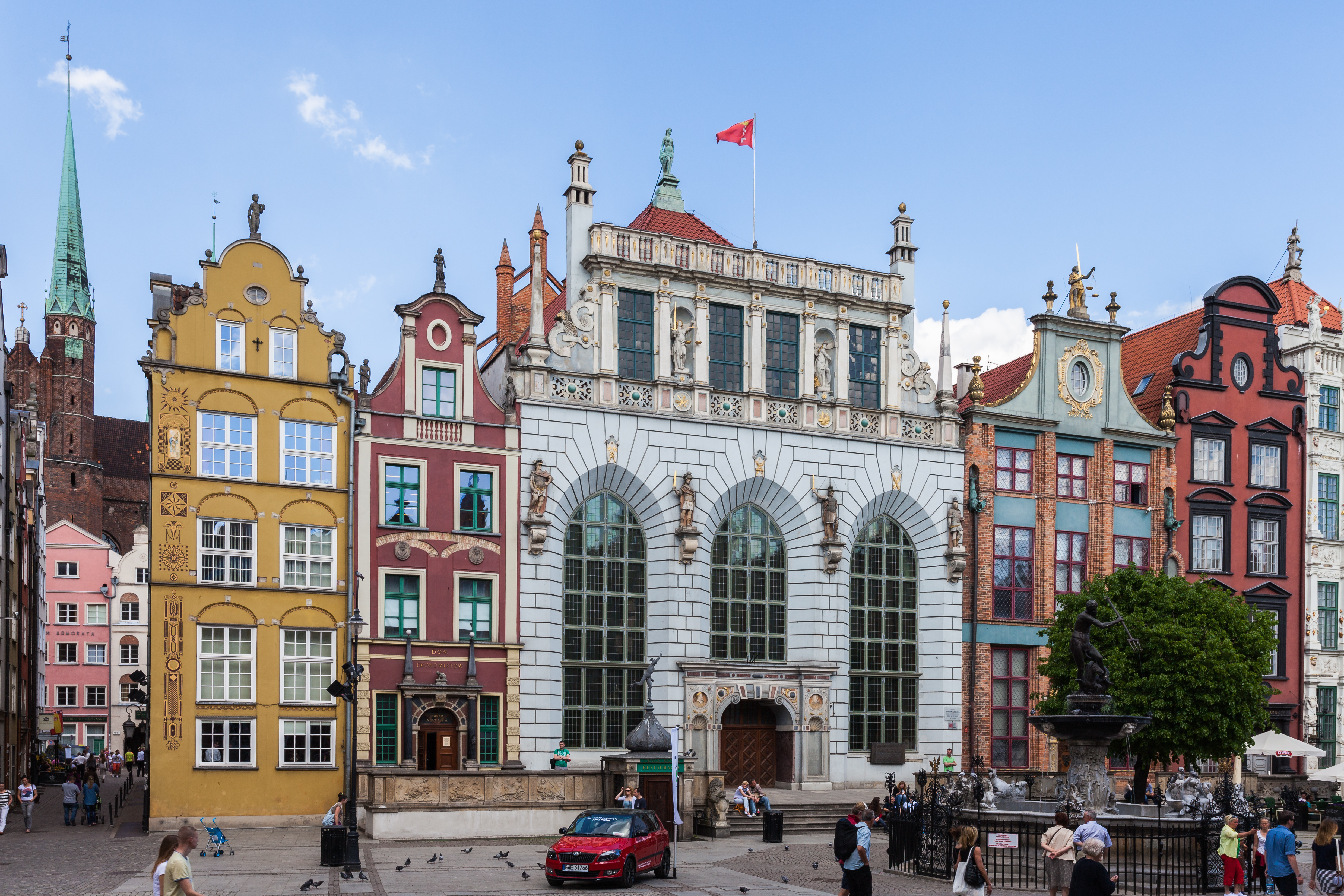
Artushof (2013)
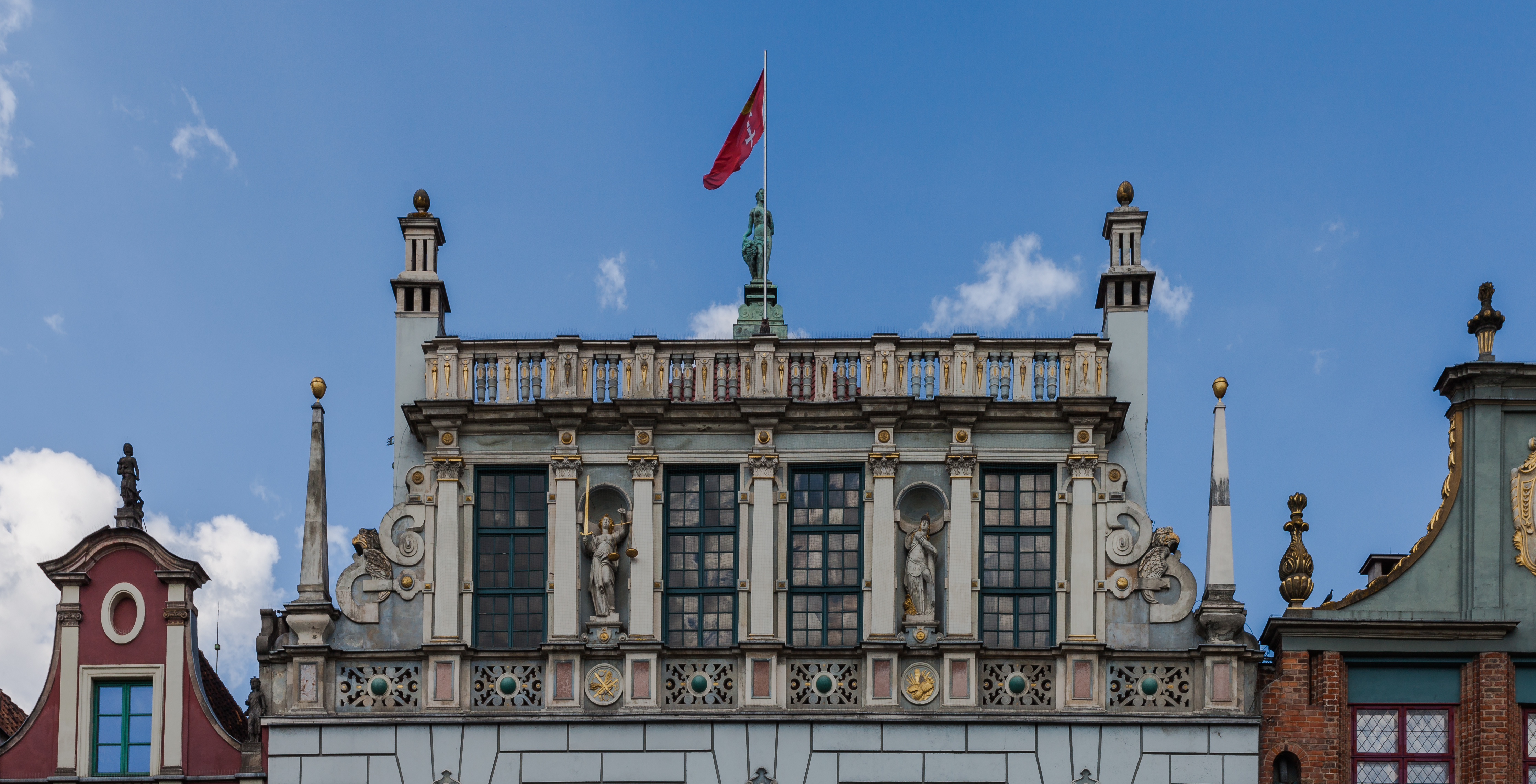
Oberer Teil des Gebäudes
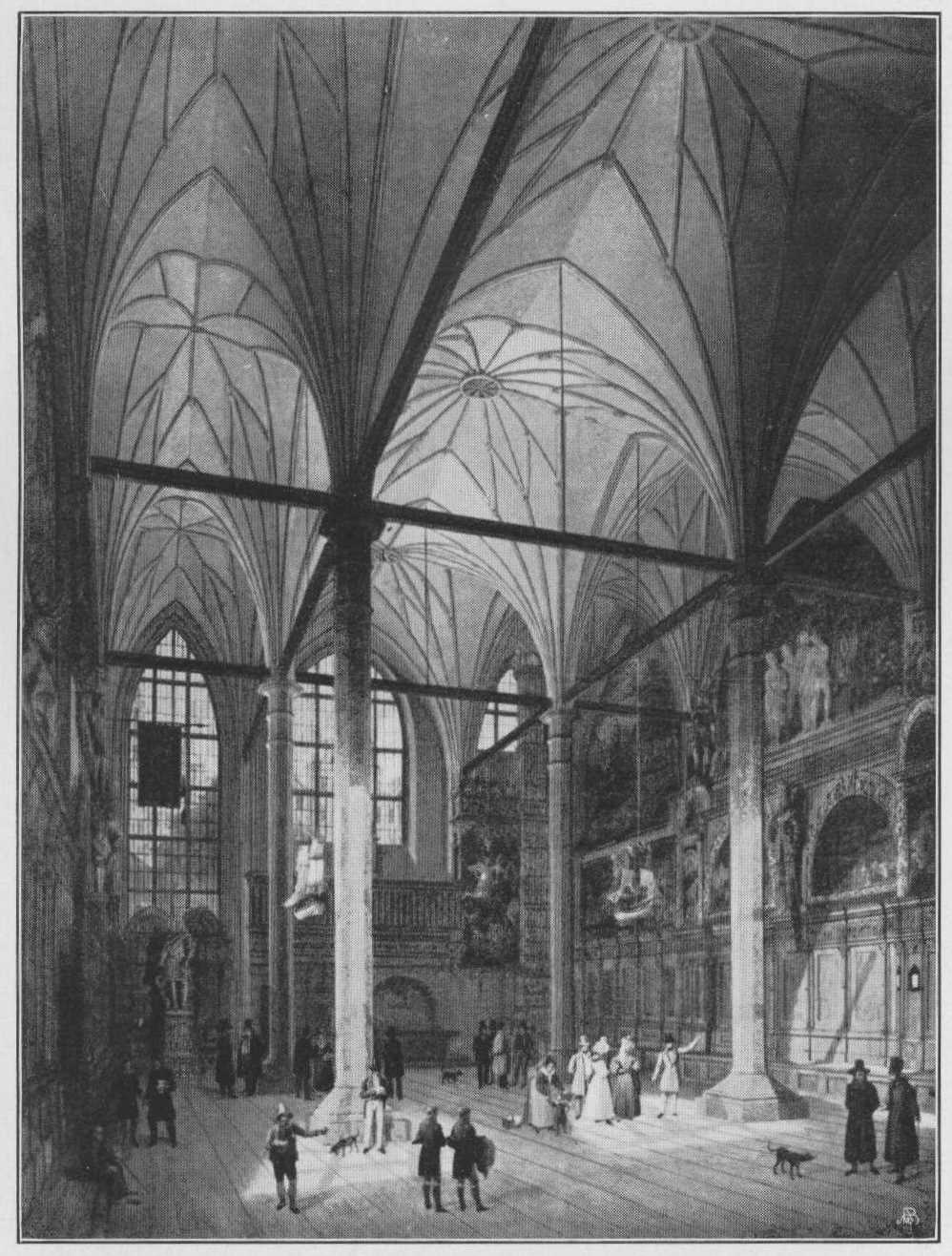
Blick in den Innenraum (1833)
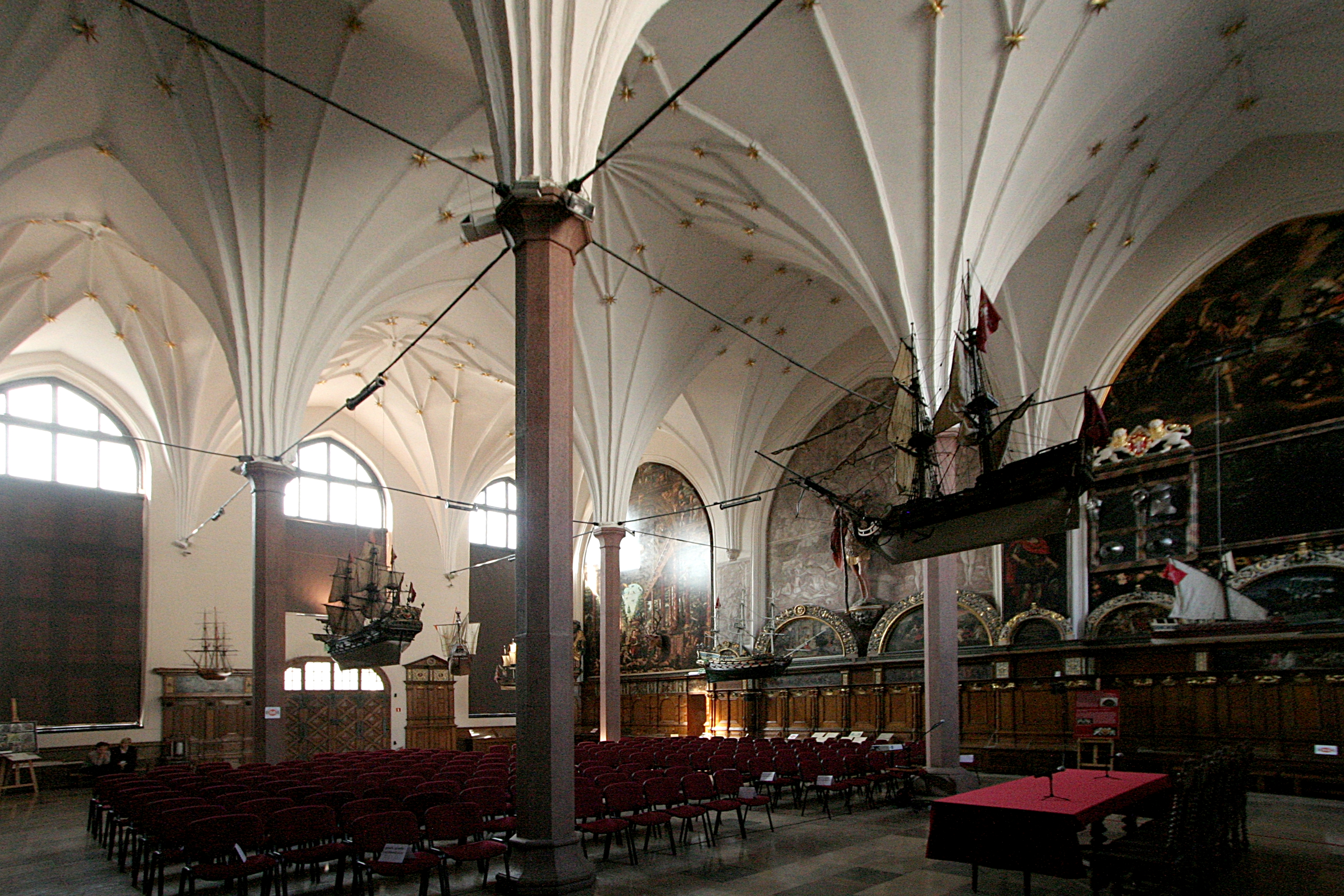
Innenraum heute
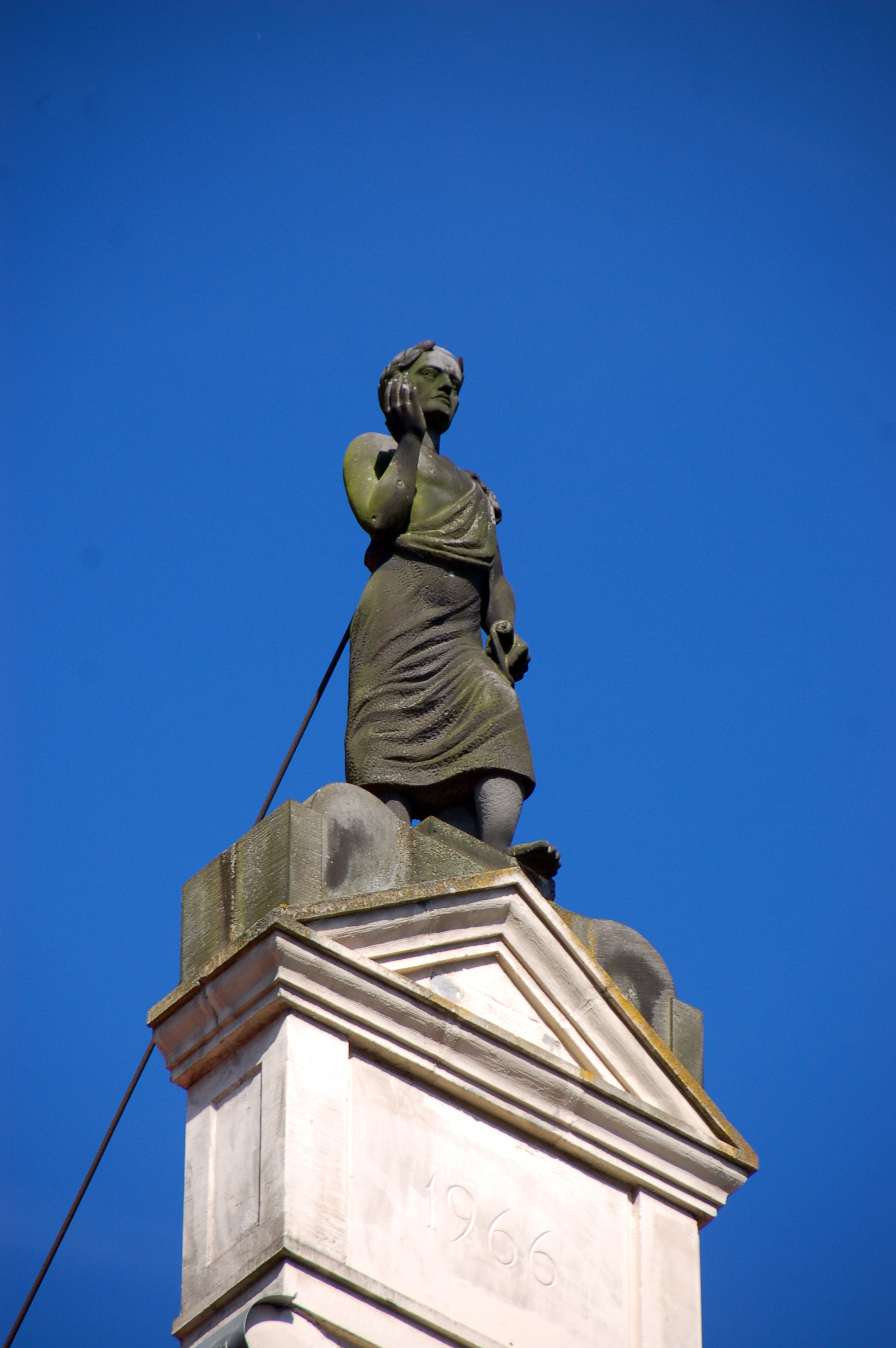
Detail des Daches